# Кузьмин, Михаил Александрович

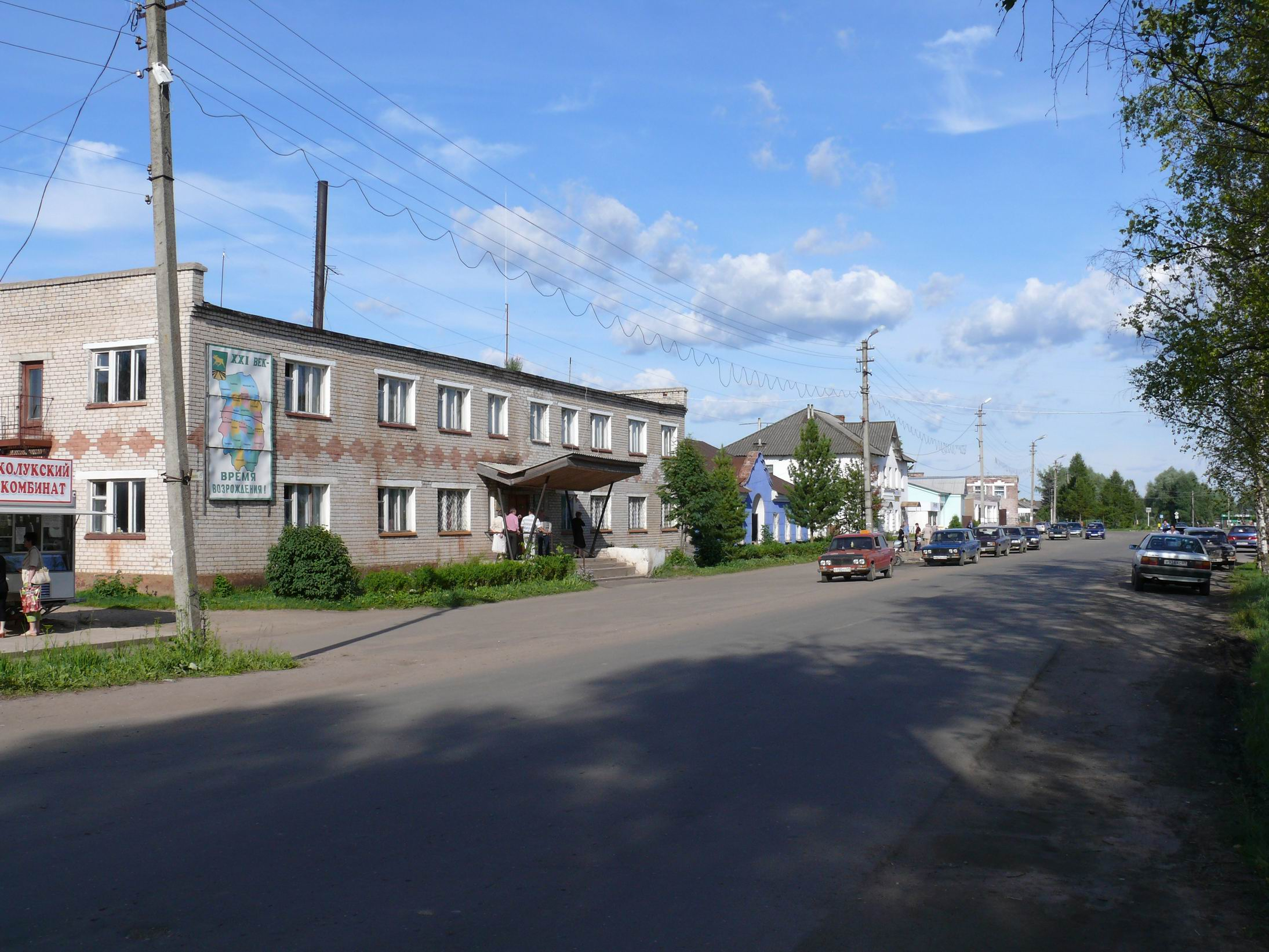
Улица Кузьмина в посёлке Оленино

Михаил Александрович Кузьмин (5 декабря 1922, Тверская губерния — 8 октября 1944, Литовская ССР) — старший лейтенант Рабоче-крестьянской Красной Армии, участник Великой Отечественной войны, Герой Советского Союза (1945).

## Биография
Родился 5 декабря 1922 года в деревне Бортники (ныне — Оленинского района Тверской области) в семье крестьянина, русский. Окончил восемь классов школы.
В июне 1941 года призван на службу в Красную Армию. В 1942 году окончил Ульяновское танковое училище, воевал на «Т-34». С ноября того же года — на фронтах Великой Отечественной войны. Воевал на Юго-Западном, Западном, Брянском и 1-м Прибалтийском фронтах. С 1944 член ВКП(б).
В период с 19 по 25 ноября 1942 года, действуя на Юго-Западном фронте, командир танка 350-го отдельного танкового батальона 159-й танковой бригады лейтенант М. А. Кузьмин уничтожил 4 противотанковых ружья с прислугой и до 40 солдат и офицеров противника. Затем уничтожил до 10 автомашин с пехотой и грузами, за что был награждён орденом Красной Звезды.
19 декабря 1943 года, действуя на 1-м Прибалтийском фронте, командир взвода 350-го отдельного танкового батальона 159-й танковой бригады лейтенант старший М. А. Кузьмин с тремя танками с пехотным десантом захватил МТС Загоряны (западнее Витебска) и лично уничтожил в бою 2 орудия, 1 шестиствольный миномёт, 2 ДЗОТа и до 25 солдат и офицеров противника, за что был награждён орденом Отечественной войны 1-й степени.
В марте 1944 года, участвуя в боях на Витебском направлении в районе деревень Топорино, Ковалёво и Марые Рубины вместе со своей ротой уничтожил 1 танк Т-IV, 12 орудий, 4 миномётных батареи, разбил до 20 блиндажей и ДЗОТов и уничтожил до 200 солдат и офицеров противника. 10 марта в районе деревни Бородки вместе со своей ротой уничтожил до 50 автомашин с боеприпасами, горючим и продовольствием, склад боеприпасов и до 150 солдат и офицеров, при это лично — 4 орудия, 3 миномёта, 5 автомашин с боеприпасами и до 30 солдат и офицеров, за что был награждён орденом Красного Знамени.
К июню 1944 года старший лейтенант Михаил Кузьмин командовал ротой 159-й танковой бригады 1-го танкового корпуса 1-го Прибалтийского фронта. Отличился во время освобождения Белорусской ССР. За время боевых действий с 23 июня, находясь в разведывательной группе, своими умелыми действиями обеспечил успешное продвижение танковой бригады. 25 июня рота М. А. Кузьмина переправилась через Западную Двину и приняла активное участие в боях за захват и удержание плацдарма на его западном берегу, уничтожив 35 автомашин с боеприпасами и продовольствием, 3 крупнокалиберных орудия, 9 мотоциклов и до 70 солдат и офицеров противника.
29 июня в боях за город Ушачи Витебской области, несмотря на сильный артиллерийский и миномётный огонь, с хода форсировал реку Ушача, разгромил сопротивляющуюся группировку противника и занял город, чем обеспечил успешное продвижение всей танковой бригады. 30 июня 1944 года рота успешно ворвалась в город Дисна, сломив сильное сопротивление, захватила переправу и отразила 8 немецких контратак, нанеся противнику большие потери (до 120 солдат и офицеров). Лично уничтожил 1 самоходное орудие «Фердинанд», 2 зенитных орудия, 6 станковых пулемётов, 2 противотанковых ружья и до 300 солдат и офицеров противника, первым ворвался в город и обеспечил его овладение танковой бригадой. При этом лично взял в плен 12 гитлеровцев, включая коменданта города.
8 октября 1944 года погиб в бою за город Шилале, где и был похоронен.

## Награды
Указом Президиума Верховного Совета СССР от 24 марта 1945 года старший лейтенант Михаил Кузьмин посмертно был удостоен звания Героя Советского Союза. Также был награждён орденами Ленина, Красного Знамени, Отечественной войны 1-й степени и Красной Звезды, медалями.

## Память
В честь Кузьмина названа улица в Шилале, одна из центральных улиц в посёлке Оленино Тверской области России, на родине Героя. В Оленино, на площади Победы, имя М. А. Кузьмина увековечено на одном из памятных знаков, посвящённым Героям Советского Союза — уроженцам Оленинского района.
В городе Дисна Миорского района Витебской области Белоруссии установлен мемориальный знак, посвящённый М. А. Кузьмину. Имя М. А. Кузьмина присвоено ГУО «Дисненская средняя школа». Открыта мемориальная плита в его честь.